# Lathrobium
Lathrobium é um gênero de besouros errantes. Encontram-se na Europa com 92 espécies e subspécies, 37 das quais estão presentes na Europa Central. 

## Espécies
- Lathrobium alesi Assing, 2010
- Lathrobium alishanum Assing, 2010
- Lathrobium bisinuatum Assing & Peng in Assing, Peng & Zhao, 2013[2]
- Lathrobium conexum Assing & Peng in Assing, Peng & Zhao, 2013[2]
- Lathrobium coniunctum Assing & Peng in Assing, Peng & Zhao, 2013[2]
- Lathrobium ensigerum Assing & Peng in Assing, Peng & Zhao, 2013[2]
- Lathrobium extraculum Assing, 2010
- Lathrobium follitum Assing, 2010
- Lathrobium guizhouensis Chen, Li & Zhao, 2005
- Lathrobium hastatum Assing & Peng in Assing, Peng & Zhao, 2013[2]
- Lathrobium houhuanicum Assing, 2010
- Lathrobium involutum Assing, 2010
- Lathrobium iunctum Assing & Peng in Assing, Peng & Zhao, 2013[2]
- Lathrobium lingae Peng, Li & Zhao, 2012
- Lathrobium longwangshanense Peng, Li & Zhao, 2012
- Lathrobium nenkaoicum Assing, 2010
- Lathrobium tarokoense Assing, 2010
- Lathrobium uncum Peng, Li & Zhao, 2012
- Lathrobium utriculatum Assing, 2010